# دي إن إيه لتقنية النبات
دي إن إيه لتقنية النبات هي شركة أمريكية رائدة في مجال تطبيق التقنيات الحيوية والهندسة الوراثية لحل مشكلات الزراعة. تأسست شركة دي إن إيه لتقنية النبات في مدينة سينامونسون بولاية نيوجيرسي في الولايات المتحدة الأمريكية ثم انتقلت إلى ولاية كاليفورنيا في عام 1994. اندمجت شركة دي إن إيه لتقنية النبات في عام 1996 مع المجموعة المكسيكية إمبريساس لا مودرنا من خلال فرعها بيونوفا. أغلقت شركة بيونوفا بعد ذلك شركة دي إن إيه لتقنية النبات في عام 2002.
شملت بعض النباتات والمنتجات التي طورتها شركة دي إن إيه لتقنية النبات الفلفل الصغير الحلو، وطماطم السمك المعدلة وراثيًا، وتبغ واي ون المعدل وراثيا.

## لمحة تاريخية
تأسست شركة دي إن إيه لتقنية النبات في عام 1981 على يد كل من الدكتور ويليام ر. شارب والدكتور ديفيد أ. إيفانز، وكان مقرها الرئيسي يقع في البداية في مدينة سينامينيسون بولاية نيو جيرسي في الولايات المتحدة الأمريكية، وكانت تهدف لتطوير منتجات نباتية ذات قيمة إضافية ومذاق للأسواق الصناعية والاستهلاكية باستخدام تقنيات التربية وأساليب زراعة الأنسجة وعلم الأحياء الجزيئي في تطوير المنتجات الغذائية المتميزة وتحسين المواد الخام الزراعية. أصبحت شركة دي إن إيه لتقنية النبات شركة عامة يتم تداولها في بورصة نازداك تحت مؤشر التداول إدي إن إيه بي (DNAP) في عام 1986، كما عقدت الشركة شراكات مع شركات مثل شركة أميريكان هوم فودز، وشركة كامبل سوب، وشركة فيرمنش للعطور والنكهات، وشركة جينرال فودز، وشركة كوبرز، وشركة هيرشي فودز، وشركة براون وويليامسون للتبغ، وشركة يونايتد فروت، و اخرين.
كانت الشركة تستثمر بكثافة في مجال الهندسة الوراثية في عام 1992، وقد اخترعت وحصلت على براءة اختراع للجين المضاد للتجمد للأسماك، والذي أصبح بعد ذلك جزءًا من طماطم السمك المعدلة وراثيًا سيئة السمعة.
اشترت شركة دي إن إيه لتقنية النبات في عام 1993 العلامة التجارية المتميزة للفواكه والخضروات والمعروفة باسم فريش وورلد من شركة دو بونت مقابل مزيج من الأسهم والنقد والحقوق الفكرية، والتي بلغت قيمتها ما يزيد عن 30 مليون دولار أمريكي. وفي عام 1994 انتقل مقر الشركة الرئيسي إلى مدينة أوكلاند في كاليفورنيا بالولايات المتحدة الأمريكية.
نفد النقد من اشركة دي إن إيه لتقنية النبات في عام 1996 مما اضطرها إلى الموافقة على الاندماج مع شركة إمبريساس لا مودرنا من خلال شركة بيونوفا التابعة لها، والتي كانت تسيطر أيضًا على شركة سيمينيز للبذور. ثم أصبحت الشركة شركة فرعية مملوكة بالكامل لشركة دي إن إيه بي هولدنغ، والتي احتفظت بحصة بلغت حوالي 30٪ منها. وحين استحوذ ألفونسو رومو جارزا على إدارة شركة بيونوفا ومجموعة إمبريساس لا مودرنا، والتي كان مقرها الرئيسي يقع في مدينة مونتيري بالمكسيك، كانت الشركة تعمل في ثلاثة مجالات، وهي: السجائر (حيث كانت تمتلك 53٪ من السوق المكسيكي)، وبذور الخضروات، والتعبئة والتغليف.
غيرت شركة دي إن إيه بي هولدنغ في عام 1999 اسمها إلى بيونوفا هولدنغ، وغيرت مؤشر تداولها في بورصة نازداك إلى بي إن في إيه.
أغلقت بيونوفا في عام 2002 عمليات البحث والتطوير الخاصة بها، والتي كانت تنفذها من خلال شركة دي إن إيه لتقنية النبات التابعة لها.

## المنتجات

### طماطم السمك المعدلة وراثيا
تقدمت شركة دي إن إيه لتقنية النبات في عام 1991 بطلب إلى هيئة خدمة فحص صحة الحيوان والنبات التابعة لوزارة الزراعة الأمريكية للحصول على تصريح إجراء اختبار ميداني لمنتجها من الطماطم السمكية المعدلة وراثيًا، وهي طماطم معدلة وراثيًا أدخل إليها الجين المضاد للتجمد في الأسماك وبروتين العنقوديات أ. مُنحت الشركة إذنًا ببدء إجراء الاختبار الميداني لمنتجها. ظل هذا المنتج مثيرًا للجدل، حيث كانت هذه هي المرة الأولى في تاريخ التقانة الحيوية والهندسة الوراثية التي يتم فيها إدخال جين مضاد للتجمد معزول من سمكة قطبية وراثيًا إلى جينوم الطماطم في محاولة لإنتاج طماطم مقاومة للصقيع. لم يُطرح هذا المنتج في الأسواق مطلقًا على الرغم من اختبار هذا المنتج في صوبة زراعية، وربما اختبر ميدانيًا أيضًا.
كشفت شركة دي إن إيه لتقنية النبات في عام 1995 عن جيل ثان من الطماطم المعدلة وراثيًا المختلفة وقدمتها في اجتماع لمساهميها. ثم باعت شركة دي إن إيه لتقنية النبات في نفس العام الشركة الفرعية المملوكة لها بالكامل والتي كانت تسمى فروست تكنولوجي إلى شركة سيمبلوت.

### التبغ المعدل وراثيًا
طوّرت شركة دي إن إيه لتقنية النبات من خلال تعاونها مع شركة براون وويليامسون للسجائر سلالة معدلة وراثيًا من التبغ بحيث تحتوي على نسبة أعلى من النيكوتين اعتمادًا على سلالة عالية النيكوتين كانت مملوكة بالفعل لشركة براون وويليامسون، وتُعرف باسم واي ون. اتهمت الحكومة الأمريكية بعد ذلك شركة براون وويليامسون وشركة دي إن إيه لتقنية النبات بتصدير هذه البذور إلى البرازيل في انتهاك لقانون تصدير بذور التبغ.

### الفشار
حاولت شركة دي إن إيه لتقنية النبات في منتصف ثمانينيات القرن العشرين استخدام التباين الجسدي مع الذرة لإنتاج فشار بحبوب ذرة مُنتجة للزبد دون الحاجة إلى إضافة الزبد.

### اكتشاف إيقاف التعبير الجيني
توصّل العالمان ريتشارد أ. جورغنسن، وكارولين نابولي أثناء عملهما في شركة دي إن إيه لتقنية النبات إلى اكتشافات تتعلق بإيقاف التعبير الجيني بعد النسخ، والذي استمر ليشكل أساسًا لعدد من براءات الاختراع الأمريكية بشأن تنظيم الجينات والتلاعب بالمحاصيل. كان ريتشارد جورغنسن هو من أجرى التجارب الرئيسية للتحكم في التعبير الجيني للنبات بعد انضمامه إلى شركة دي إن إيه لتقنية النبات، وهي العملية التي تضمنت تعديل لون الزهرة في نباتات الزينة. أدى هذا البحث إلى اكتشاف آليات وقف التعبير الجيني عندما تنتج نسخة إضافية من جين رئيسي أزهارًا بيضاء بدلاً من أزهار زرقاء.

## الدعاوى القضائية
اتهمت إدارة الغذاء والدواء الأمريكية في تسعينيات القرن العشرين شركة دي إن إيه لتقنية النبات بأنها قامت بتهريب بذور التبغ المعدل وراثيًا واي ون بشكل غير قانوني من الولايات المتحدة الأمريكية إلى البرازيل. كما اتهمت وزارة العدل الأمريكية شركة دي إن إيه لتقنية النبات بارتكاب جنحة واحدة تتعلق بالتآمر لانتهاك قانون تصدير بذور التبغ، والذي يحظر تصدير بذور التبغ دون تصريح (ألغي القانون بعد ذلك في عام 1991). وأقرت شركة دي إن إيه لتقنية النبات بأنها مذنبة في عام 1998، ووافقت على التعاون في المزيد من التحقيقات مع شركة براون وويليامسون للسجائر. وقضت المحكمة العليا الأمريكية على الرغم من ذلك في نهاية المطاف في مارس 2000 بأن إدارة الغذاء والدواء لا تملك السلطة لتنظيم التبغ كدواء.